# Russ Kun

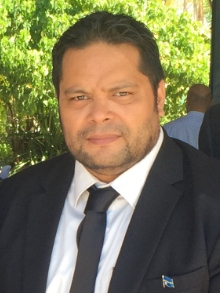
Russ Kun (2020)

Russ Joseph Kun (* 8. September 1975) ist ein nauruischer Politiker. Er war vom 29. September 2022 bis zum 30. Oktober 2023 Präsident des Landes.

## Leben
Kun, geboren 1975, wurde bei den Parlamentswahlen 2013, 2016, 2019 und 2022 für den Wahlkreis Ubenide in das nauruische Parlament gewählt. Ohne Gegenkandidaten erfolgte am 28. September 2022 in der konstituierenden Sitzung des Parlamentes die Wahl zum Präsidenten Naurus als Nachfolger von Lionel Aingimea, die Ablegung des Amtseides fand am folgenden Tag statt.
Am 25. Oktober 2023 wurde er durch ein Misstrauensvotum im Parlament gestürzt. Am 30. Oktober wurde David Adeang zu seinem Nachfolger gewählt.